# Campeonato Capixaba de Futebol Americano de 2013
O Campeonato Capixaba de Futebol Americano de 2013 foi a sexta edição do campeonato de futebol americano do estado do Espírito Santo e a segunda edição full pad (com todos os equipamentos). Foi organizado pela Liga Espiritossantense de Futebol Americano (Lesfa).
O Vila Velha Tritões conquistou o pentacampeonato estadual derrotando o Vitória Antares pela segunda final consecutiva.

## Fórmula de disputa
Os três times jogam entre si com um jogo em casa e um fora. Ao final dos três jogos, os dois melhores classificados disputam o título em jogo único.

## Participantes
Esta edição tem o retorno do Antares para Vitória depois de defender a cidade de Fundão no Campeonato Capixaba de 2012 e também marca a ausência do Rio Branco Cabritos, antigo Serra FA.
| Equipe              | Cidade     | Campo                    |
| ------------------- | ---------- | ------------------------ |
| Revolution Gorillas | Vila Velha | Campo do Colégio Marista |
| Vila Velha Tritões  | Vila Velha | Campo do Colégio Marista |
| Vitória Antares     | Vitória    | Campo da Pedra da Cebola |

## Primeira Fase

### Classificação
| Pos | Times               | J | V | D | PF | PC | SP  |
| --- | ------------------- | - | - | - | -- | -- | --- |
| 1   | Vila Velha Tritões  | 2 | 2 | 0 | 49 | 11 | 38  |
| 2   | Vitória Antares     | 2 | 1 | 1 | 49 | 14 | 35  |
| 3   | Revolution Gorillas | 2 | 0 | 2 | 0  | 73 | -73 |

### Resultados
| 7 de abril | Vitória Antares | 11 – 14   | Vila Velha Tritões | Campo da Pedra da Cebola, Vitória |
|            |                 | Relatório |                    |                                   |

| 21 de abril | Vila Velha Tritões | 35 – 0    | Revolution Gorillas | Campo do Marista, Vila Velha |
|             |                    | Relatório |                     |                              |

| 5 de maio | Revolution Gorillas | 0 – 38    | Vitória Antares | Campo do Marista, Vila Velha |
|           |                     | Relatório |                 |                              |

## Final
| 19 de maio | Vila Velha Tritões | 29 – 16   | Vitória Antares | Campo do Marista, Vila Velha |
|            |                    | Relatório |                 |                              |

## Premiação
| VI Campeonato Capixaba de Futebol Americano |
| ------------------------------------------- |
| Vila Velha Tritões (5º título)              |